# Tetramicra
Genre
Tetramicra est un genre de plantes de la famille des Orchidaceae (les orchidées), de la sous-famille des Epidendroideae, de la tribu des Epidendreae et de la sous-tribu des Laeliinae.
L'espèce type est Tetramicra canaliculata Urban (1918).

## Répartition
Les espèces sont trouvées en Amérique (Amérique du Nord (Floride), Caraïbes, Amérique du Sud (Guyane française)).

## Liste des espèces
- Tetramicra bulbosa
- Tetramicra canaliculata
- Tetramicra ekmanii
- Tetramicra malpighiarum
- Tetramicra parviflora
- Tetramicra pratensis
- Tetramicra riparia
- Tetramicra simplex
- Tetramicra tenera
- Tetramicra zanonii

espèce hybride
- Tetramicra × xislensii

## Publication originale
- John Lindley, The Genera and Species of Orchidaceous Plants 119, 1831.